# شفق نور هانم
شفق نور هانم هي زوجة الخديوي إسماعيل ووالدة الخديوي توفيق،  وهي أول زوجات الخديوي إسماعيل، و هي كانت جارية من جواريه ثم أمر الباب العالي بضرورة الزواج بها، 
رزق منها في الثلاثين من أبريل 1852م بالخديوى توفيق، ويقال بأن زواجه منها جاء بأوامر عليا من السلطان العثماني، فهو لم يختارها مثل باقى زوجاته، لذلك فكان يعاملها على أنها أم لأبنه الذي من المحتمل أن يصبح حاكما لمصر فقط لاغير ولا تشوب حياته معها أي عاطفة.

## الوفاة
توفيت بالقاهرة في17 مارس 1884 ودفنت بالمقابر الملكية لزوجات وعائلة الخديوي إسماعيل.